# Championnat de France de rugby à XV de 1re division fédérale 2004-2005
Navigation
Fédérale 1 2003-2004 Fédérale 1 2005-2006
Pour un article plus général, voir Championnat de France de 1re division fédérale.
Le Championnat de France de 1re division fédérale 2004-2005 voit s'affronter 48 équipes parmi lesquelles une sera promue en Pro D2 et douze seront reléguées en Fédérale 2. La compétition se déroule du 19 septembre 2004 au 12 juin 2005.
US Colomiers et CABBG disputent cette saison de Fédérale 1, ayant été relégué de Pro D2.
Les clubs de Stade domontois, RC Massy Essonne, PUC, Sporting nazairien, SO Chambéry, RC Châteaurenard, Stade dijonnais, Gourdon XV Bouriane, US Isle Jourdain, SC Mazamet, SO Millau, AS Lavaur et US Nafarroa ont été promus la saison précédente.

## Phase préliminaire
48 équipes réparties en 4 poules de 12. Chaque équipe rencontre les 11 autres équipes de la poule en matches aller/retour - soit 22 rencontres par équipe.
À l'issue de la phase préliminaire: 
- les 2 équipes les mieux classées dans chaque poule sont qualifiées directement pour les huitièmes de finale - soit 8 équipes.
- les équipes classées de la 3e à la 6e place disputent des barrages. Les vainqueurs des barrages sont qualifiés pour les huitièmes de finale - soit 8 équipes.
- les 3 derniers de chaque poule - soit 12 équipes - sont relégués en Fédérale 2.

## Phase finale
- Tous les matchs sont à élimination directe sauf les demi-finales qui se jouent en match aller-retour.
- Le vainqueur de la phase finale est remporte le Championnat de France de 1re division fédérale et accède à la Pro D2.

## Saison régulière

### Poule 1
| Club               | Ville            | Saison 2003-2004 | Site officiel |
| ------------------ | ---------------- | ---------------- | ------------- |
| RC Arras           | Arras            |                  | Site officiel |
| AC Bobigny         | Bobigny          |                  | Site officiel |
| RC Chalon          | Chalon-sur-Saône |                  | -             |
| Stade domontois    | Domont           | Promu            | Site officiel |
| CS Lons Jura       | Lons-le-Saunier  |                  | -             |
| RC Massy Essonne   | Massy            | Promu            | Site officiel |
| RC Orléans         | Orléans          |                  | Site officiel |
| PUC                | Paris            | Promu            | Site officiel |
| Stade Poitevin     | Poitiers         |                  | Site officiel |
| Sporting nazairien | Saint-Nazaire    | Promu            | Site officiel |
| RC Strasbourg      | Strasbourg       |                  | Site officiel |
| US Tours           | Tours            |                  | Site officiel |

| Rang | Club               | J  | V  | N | D  | Pm  | Pe  | Diff | Pts |
| ---- | ------------------ | -- | -- | - | -- | --- | --- | ---- | --- |
| 1    | Stade poitevin     | 22 | 17 | 0 | 5  | 503 | 346 | +157 | 56  |
| 2    | RC Massy           | 22 | 13 | 2 | 7  | 421 | 358 | +63  | 50  |
| 3    | US Tours           | 22 | 13 | 0 | 9  | 534 | 380 | +154 | 48  |
| 4    | CS Lons            | 22 | 12 | 2 | 8  | 460 | 481 | -21  | 48  |
| 5    | AC Bobigny         | 22 | 11 | 2 | 9  | 382 | 425 | -43  | 46  |
| 6    | RC chalonnais      | 22 | 11 | 1 | 10 | 457 | 439 | +18  | 45  |
| 7    | Sporting nazairien | 22 | 10 | 1 | 11 | 430 | 441 | -11  | 43  |
| 8    | Stade domontois    | 22 | 9  | 1 | 12 | 381 | 373 | +8   | 41  |
| 9    | RC Arras           | 22 | 9  | 1 | 12 | 409 | 448 | -39  | 41  |
| 10   | RC Strasbourg      | 22 | 9  | 0 | 13 | 380 | 452 | -72  | 40  |
| 11   | RC Orléans         | 22 | 6  | 2 | 14 | 354 | 437 | -83  | 36  |
| 12   | PUC                | 22 | 5  | 2 | 15 | 362 | 493 | -131 | 34  |

|  | Qualifiés directement pour les huitièmes de finale (no 1, no 2).                                                                            |
|  | Qualifiés pour les barrages (no 3, no 4, no 5, no 6).                                                                                       |
|  | Relégués en Fédérale 2 (no 10, no 11, no 12).                                                                                               |
|  | V : Victoires • N : Matches Nuls • D : Défaites • PP : Points Pour (marqués) • PC : Points Contre (encaissés) • Diff : Différence de points |

### Poule 2
| Club             | Ville           | Saison 2003-2004 | Site officiel |
| ---------------- | --------------- | ---------------- | ------------- |
| RC Aubenas       | Aubenas         |                  | Site officiel |
| US Beaurepaire   | Beaurepaire     |                  | Site officiel |
| AS Bédarrides    | Bédarrides      |                  | Site officiel |
| US Bressane      | Bourg-en-Bresse |                  | Site officiel |
| SO Chambéry      | Chambéry        | Promu            | Site officiel |
| RC Châteaurenard | Châteaurenard   | Promu            | Site officiel |
| Stade dijonnais  | Longvic         | Promu            | Site officiel |
| RO Grasse        | Grasse          |                  | Site officiel |
| RO Lunel         | Lunel           |                  | Site officiel |
| RC Nîmes         | Nîmes           |                  | -             |
| Valence sportif  | Valence         |                  | -             |
| FCS Rumilly      | Rumilly         |                  | Site officiel |

| Rang | Club                  | J  | V  | N | D  | Pm  | Pe  | Diff | Pts |
| ---- | --------------------- | -- | -- | - | -- | --- | --- | ---- | --- |
| 1    | RC Nîmes              | 22 | 16 | 1 | 5  | 513 | 337 | +176 | 55  |
| 2    | US Bourg-en-Bresse    | 22 | 12 | 2 | 8  | 460 | 362 | +98  | 48  |
| 3    | AS Bédarrides         | 22 | 13 | 0 | 9  | 416 | 358 | +58  | 48  |
| 4    | RO Lunel              | 22 | 13 | 0 | 9  | 386 | 402 | -16  | 48  |
| 5    | Valence sportif       | 22 | 12 | 0 | 10 | 374 | 374 | 0    | 46  |
| 6    | RC Aubenas            | 22 | 10 | 1 | 11 | 406 | 385 | +21  | 43  |
| 7    | SO Chambéry           | 22 | 9  | 2 | 11 | 397 | 361 | +36  | 42  |
| 8    | RO Grasse             | 22 | 10 | 0 | 12 | 405 | 405 | 0    | 42  |
| 9    | US Beaurepaire        | 22 | 10 | 0 | 12 | 336 | 427 | -91  | 42  |
| 10   | RC Châteaurenard      | 22 | 9  | 1 | 12 | 353 | 392 | -39  | 41  |
| 11   | Stade dijonnais Dijon | 22 | 8  | 1 | 13 | 333 | 471 | -138 | 39  |
| 12   | FCS Rumilly           | 22 | 5  | 2 | 15 | 296 | 401 | -105 | 34  |

|  | Qualifiés directement pour les huitièmes de finale (no 1, no 2).                                                                            |
|  | Qualifiés pour les barrages (no 3, no 4, no 5, no 6).                                                                                       |
|  | Relégués en Fédérale 2 (no 10, no 11, no 12).                                                                                               |
|  | V : Victoires • N : Matches Nuls • D : Défaites • PP : Points Pour (marqués) • PC : Points Contre (encaissés) • Diff : Différence de points |

### Poule 3
| Club                        | Ville                 | Saison 2003-2004 | Site officiel |
| --------------------------- | --------------------- | ---------------- | ------------- |
| US Colomiers                | Colomiers             | Relégué          | Site officiel |
| UA Gaillac                  | Gaillac               |                  | Site officiel |
| Gourdon XV Bouriane         | Gourdon               | Promu            | -             |
| SC Graulhet                 | Graulhet              |                  | Site officiel |
| US Isle Jourdain            | Isle-Jourdain         | Promu            | Site officiel |
| US testerine                | La Teste              |                  | Site officiel |
| FC Lourdes                  | Lourdes               |                  | Site officiel |
| UR Marmande Casteljaloux    | Marmande-Casteljaloux |                  | Site officiel |
| Sport athlétique mauléonais | Mauléon               |                  | Site officiel |
| SC Mazamet                  | Mazamet               | Promu            | Site officiel |
| SO Millau                   | Millau                | Promu            | Site officiel |
| Saint-Jean-de-Luz OR        | Saint-Jean-de-Luz     |                  | Site officiel |

| Rang | Club                        | J  | V  | N | D  | Pm  | Pe  | Diff | Pts |
| ---- | --------------------------- | -- | -- | - | -- | --- | --- | ---- | --- |
| 1    | US Colomiers                | 22 | 20 | 0 | 2  | 641 | 283 | +358 | 62  |
| 2    | UA Gaillac                  | 22 | 17 | 1 | 4  | 619 | 338 | +281 | 57  |
| 3    | SC Graulhet                 | 22 | 12 | 0 | 10 | 396 | 441 | -45  | 46  |
| 4    | Saint-Jean-de-Luz olympique | 22 | 10 | 1 | 11 | 490 | 421 | +69  | 43  |
| 5    | US La Teste                 | 22 | 10 | 0 | 12 | 416 | 459 | -43  | 42  |
| 6    | Gourdon XV                  | 22 | 10 | 0 | 12 | 395 | 506 | -111 | 42  |
| 7    | SO Millau                   | 22 | 9  | 0 | 13 | 362 | 406 | -44  | 40  |
| 8    | UR Marmande-Casteljaloux    | 22 | 9  | 0 | 13 | 344 | 401 | -57  | 40  |
| 9    | FC Lourdes                  | 22 | 9  | 0 | 13 | 426 | 485 | -59  | 40  |
| 10   | SA Mauléon                  | 22 | 9  | 0 | 13 | 335 | 467 | -132 | 40  |
| 11   | US Isle-Jourdain            | 22 | 8  | 0 | 14 | 356 | 464 | -108 | 38  |
| 12   | SC Mazamet                  | 22 | 8  | 0 | 14 | 330 | 439 | -109 | 38  |

|  | Qualifiés directement pour les huitièmes de finale (no 1, no 2).                                                                            |
|  | Qualifiés pour les barrages (no 3, no 4, no 5, no 6).                                                                                       |
|  | Relégués en Fédérale 2 (no 10, no 11, no 12).                                                                                               |
|  | V : Victoires • N : Matches Nuls • D : Défaites • PP : Points Pour (marqués) • PC : Points Contre (encaissés) • Diff : Différence de points |

### Poule 4
| Club                | Ville                     | Saison 2003-2004 | Site officiel |
| ------------------- | ------------------------- | ---------------- | ------------- |
| Blagnac SCR         | Blagnac                   |                  | Site officiel |
| Boucau Tarnos stade | Boucau - Tarnos           |                  | Site officiel |
| CABBG               | Bordeaux-Bègles           | Relégué          | Site officiel |
| Cahors rugby        | Cahors                    |                  | Site officiel |
| AS Fleurantine      | Fleurance                 |                  | Site officiel |
| AS Lavaur           | Lavaur                    | Promu            | Site officiel |
| Stade lavelanétien  | Lavelanet                 |                  | Site officiel |
| Lombez Samatan club | Lombez-Samatan            |                  | Site officiel |
| US Nafarroa         | Garazi-Baïgorry           | Promu            | Site officiel |
| FC Oloron           | Oloron-Sainte-Marie       |                  | -             |
| Saint-Paul SR       | Saint-Paul-lès-Dax        |                  | Site officiel |
| FC villefranchois   | Villefranche-de-Lauragais |                  | Site officiel |

| Rang | Club                         | J  | V  | N | D  | Pm  | Pe  | Diff | Pts |
| ---- | ---------------------------- | -- | -- | - | -- | --- | --- | ---- | --- |
| 1    | FC Oloron                    | 22 | 19 | 0 | 3  | 595 | 319 | +276 | 60  |
| 2    | Saint-Paul-lès-Dax SR        | 22 | 13 | 1 | 8  | 484 | 390 | +94  | 49  |
| 3    | Cahors rugby                 | 22 | 12 | 1 | 9  | 456 | 422 | +34  | 47  |
| 4    | FC Villefranche-de-Lauragais | 22 | 12 | 1 | 9  | 445 | 421 | +24  | 47  |
| 5    | CA Bordeaux-Bègles           | 22 | 11 | 2 | 9  | 490 | 348 | +142 | 46  |
| 6    | AS Fleurance                 | 22 | 12 | 0 | 10 | 463 | 475 | -12  | 46  |
| 7    | Blagnac SCR                  | 22 | 11 | 0 | 11 | 516 | 401 | +115 | 44  |
| 8    | AS Lavaur                    | 22 | 11 | 0 | 11 | 414 | 419 | -5   | 44  |
| 9    | Lombez-Samatan club          | 22 | 10 | 0 | 12 | 363 | 452 | -89  | 42  |
| 10   | US Nafarroa                  | 22 | 10 | 0 | 12 | 350 | 472 | -122 | 42  |
| 11   | Boucau Tarnos stade          | 22 | 5  | 1 | 16 | 339 | 467 | -128 | 33  |
| 12   | Stade Lavelanet              | 22 | 3  | 0 | 19 | 266 | 595 | -329 | 28  |

|  | Qualifiés directement pour les huitièmes de finale (no 1, no 2).                                                                            |
|  | Qualifiés pour les barrages (no 3, no 4, no 5, no 6).                                                                                       |
|  | Relégués en Fédérale 2 (no 10, no 11, no 12).                                                                                               |
|  | V : Victoires • N : Matches Nuls • D : Défaites • PP : Points Pour (marqués) • PC : Points Contre (encaissés) • Diff : Différence de points |

### Phase finale
Les demi-finales se jouent en match aller-retour. Les points marqués lors de chaque match sont séparés par une barre verticale « | ». Le vainqueur est celui qui a marqué le plus de points sur l'ensemble des deux rencontres.
|  | Huitièmes de finale          | Huitièmes de finale |                          |          | Quarts de finale | Quarts de finale |  |  | Demi-finales | Demi-finales |  |  | Finale | Finale |
|  | Huitièmes de finale          | Huitièmes de finale |                          |          | Quarts de finale | Quarts de finale |  |  | Demi-finales | Demi-finales |  |  | Finale | Finale |
|  |                              |                     |                          |          |                  |                  |  |  |              |              |  |  |        |        |
|  |                              |                     |                          |          |                  |                  |  |  |              |              |  |  |        |        |
|  |                              |                     |                          |          |                  |                  |  |  |              |              |  |  |        |        |
|  | RC Nîmes                     | 25                  |                          |          |                  |                  |  |  |              |              |  |  |        |        |
|  | RC Nîmes                     | 25                  |                          |          |                  |                  |  |  |              |              |  |  |        |        |
|  | Saint-Jean-de-Luz olympique  | 18                  |                          |          |                  |                  |  |  |              |              |  |  |        |        |
|  | Saint-Jean-de-Luz olympique  | 18                  | RC Nîmes                 | 25       |                  |                  |  |  |              |              |  |  |        |        |
|  |                              |                     | RC Nîmes                 | 25       |                  |                  |  |  |              |              |  |  |        |        |
|  |                              | UA Gaillac          | 25                       |          |                  |                  |  |  |              |              |  |  |        |        |
|  | UA Gaillac                   | UA Gaillac          | 25                       | 16       |                  |                  |  |  |              |              |  |  |        |        |
|  | UA Gaillac                   |                     |                          | 16       |                  |                  |  |  |              |              |  |  |        |        |
|  | US Tours                     | 10                  |                          |          |                  |                  |  |  |              |              |  |  |        |        |
|  | US Tours                     | 10                  | UA Gaillac               | 19 \| 31 |                  |                  |  |  |              |              |  |  |        |        |
|  |                              |                     | UA Gaillac               | 19 \| 31 |                  |                  |  |  |              |              |  |  |        |        |
|  |                              | US Colomiers        | 14 \| 37                 |          |                  |                  |  |  |              |              |  |  |        |        |
|  | US Colomiers                 | US Colomiers        | 14 \| 37                 | 23       |                  |                  |  |  |              |              |  |  |        |        |
|  | US Colomiers                 |                     |                          | 23       |                  |                  |  |  |              |              |  |  |        |        |
|  | RC Aubenas                   | 15                  |                          |          |                  |                  |  |  |              |              |  |  |        |        |
|  | RC Aubenas                   | 15                  | US Colomiers             | 33       |                  |                  |  |  |              |              |  |  |        |        |
|  |                              |                     | US Colomiers             | 33       |                  |                  |  |  |              |              |  |  |        |        |
|  |                              | AS Bédarrides       | 0                        |          |                  |                  |  |  |              |              |  |  |        |        |
|  | AS Bédarrides                | AS Bédarrides       | 0                        | 34       |                  |                  |  |  |              |              |  |  |        |        |
|  | AS Bédarrides                |                     |                          | 34       |                  |                  |  |  |              |              |  |  |        |        |
|  | RO Lunel                     | 10                  |                          |          |                  |                  |  |  |              |              |  |  |        |        |
|  | RO Lunel                     | 10                  | US Colomiers             | 40       |                  |                  |  |  |              |              |  |  |        |        |
|  |                              |                     | US Colomiers             | 40       |                  |                  |  |  |              |              |  |  |        |        |
|  |                              | FC Oloron           | 22                       |          |                  |                  |  |  |              |              |  |  |        |        |
|  | Stade poitevin               | FC Oloron           | 22                       | 25       |                  |                  |  |  |              |              |  |  |        |        |
|  | Stade poitevin               |                     |                          | 25       |                  |                  |  |  |              |              |  |  |        |        |
|  | Gourdon XV                   | 27                  |                          |          |                  |                  |  |  |              |              |  |  |        |        |
|  | Gourdon XV                   | 27                  | Gourdon XV               | 15       |                  |                  |  |  |              |              |  |  |        |        |
|  |                              |                     | Gourdon XV               | 15       |                  |                  |  |  |              |              |  |  |        |        |
|  |                              | US Bourg-en-Bresse  | 18                       |          |                  |                  |  |  |              |              |  |  |        |        |
|  | RC Massy                     | US Bourg-en-Bresse  | 18                       | 13       |                  |                  |  |  |              |              |  |  |        |        |
|  | RC Massy                     |                     |                          | 13       |                  |                  |  |  |              |              |  |  |        |        |
|  | US Bourg-en-Bresse           | 21                  |                          |          |                  |                  |  |  |              |              |  |  |        |        |
|  | US Bourg-en-Bresse           | 21                  | US Bourg-en-Bresse       | 22 \| 15 |                  |                  |  |  |              |              |  |  |        |        |
|  |                              |                     | US Bourg-en-Bresse       | 22 \| 15 |                  |                  |  |  |              |              |  |  |        |        |
|  |                              | FC Oloron           | 35 \| 25                 |          |                  |                  |  |  |              |              |  |  |        |        |
|  | Saint-Paul-lès-Dax sport     | FC Oloron           | 35 \| 25                 | 12       |                  |                  |  |  |              |              |  |  |        |        |
|  | Saint-Paul-lès-Dax sport     |                     |                          | 12       |                  |                  |  |  |              |              |  |  |        |        |
|  | FC Villefranche-de-Lauragais | 11                  |                          |          |                  |                  |  |  |              |              |  |  |        |        |
|  | FC Villefranche-de-Lauragais | 11                  | Saint-Paul-lès-Dax sport | 19       |                  |                  |  |  |              |              |  |  |        |        |
|  |                              |                     | Saint-Paul-lès-Dax sport | 19       |                  |                  |  |  |              |              |  |  |        |        |
|  |                              | FC Oloron           | 25                       |          |                  |                  |  |  |              |              |  |  |        |        |
|  | FC Oloron                    | FC Oloron           | 25                       | 40       |                  |                  |  |  |              |              |  |  |        |        |
|  | FC Oloron                    |                     |                          | 40       |                  |                  |  |  |              |              |  |  |        |        |
|  | CA Bordeaux-Bègles           | 20                  |                          |          |                  |                  |  |  |              |              |  |  |        |        |
|  | CA Bordeaux-Bègles           | 20                  |                          |          |                  |                  |  |  |              |              |  |  |        |        |

### Finale
| Samedi 12 juin 2005 | Football club oloronais | 22 - 40 (6 - 20) | Union sportive Colomiers | Stade Maurice-Trélut, Tarbes Arbitre : Didier Mené |
| Samedi 12 juin 2005 | Essai(s) : 1 Christophe Galharet (82e) Transformation(s) : 1 Nicolas Picabea (82e) Pénalité(s) : 5 Nicolas Picabea (3e), Nicolas Picabea (40e), Nicolas Picabea (43e), Nicolas Picabea (47e), Nicolas Picabea (55e) Carton(s) jaune(s) : 2 Pascal Dura (40e), Pierre Lannes (69e) Carton(s) rouge(s) : 1 Thibault Barbara (71e) |                  | Essai(s) : 5 Morgan Saout (15e), Anthony Salle-Canne (40e), Jérôme Sieurac (49e), Jérôme Sieurac (67e), Julien Rey (76e) Transformation(s) : 3 Mathias Reimonen (15e), Mathias Reimonen (40e), Mathias Reimonen (67e Pénalité(s) : 3 Mathias Reimonen (12e), Mathias Reimonen (35e), Mathias Reimonen (64e Carton(s) jaune(s) : 2 Gildas Moro (40e), Thomas Lode (69e) | Stade Maurice-Trélut, Tarbes Arbitre : Didier Mené |
| Samedi 12 juin 2005 | |                  | | Stade Maurice-Trélut, Tarbes Arbitre : Didier Mené |

| Titulaires · Benjamin Vigneau 15 · Pierre Sanchou 14 · Pierre Capdebon 13 · Patrice Estechandy 12 · Yann Sivy 11 · Nicolas Picabea 10 · 78e Pierre Lannes 9 · Laurent Capdevielle 8 · 70e Manuel Arès 7 · Etienne Serna 6 · 70e Sébastien Restoyburu 5 · 60e Pascal Dura 4 · 64e Nicolas Carriorbe 3 · 64e Jonathan Krief 2 · Thierry Berhabe 1 · Remplaçants · 64e Pierre Serena 16 · 64e André Coig 17 · 60e Frédéric Mené 18 · 70e Thibault Barbara 19 · 70e Christophe Galharet 20 · 78e Laurent Augareils 21 · 22 · Entraîneur · Jimmy Trey, Didier Hall |  | Titulaires · 15 Morgan Saout 78e · 14 Julien Rey · 13 Damien Denechaud · 12 Jérôme Sieurac · 11 Thomas Lode · 10 Mathias Reimonen · 9 Anthony Salle-Canne 74e · 8 Diego Garcia 47e · 7 Vincent Sacilotto · 6 Bernard De Giusti · 5 Jean Marc Lorenzi 56e · 4 Gildas Moro · 3 Francisco Lecot · 2 Benjamin Rioux 51e · 1 Anthony Roux 47e · Remplaçants · 16 Cyril Fouda 51e · 17 Alexandre Louis 47e · 18 Romain Mémain 56e · 19 Stéphane Peysson 47e · 20 David Egea 78e · 21 Jérémie Lovenbuck 74e · 22 · Entraîneur · Jean-Luc Sadourny, Henri Nart |

## Promotions et relégations

### Club Promu enPro D2
- US Colomiers (Colomiers)

### Clubs Relégués enFédérale 2
- RC Strasbourg (Strasbourg)
- RC Orléans (Orléans)
- PUC (Paris)
- RC Châteaurenard (Châteaurenard)
- Stade dijonnais (Longvic)
- FCS Rumilly (Rumilly)
- SA Mauléon (Mauléon-Licharre)
- US Isle Jourdain (Isle-Jourdain)
- SC Mazamet (Mazamet)
- US Nafarroa (Garazi-Baïgorry)
- Boucau Tarnos stade (Boucau - Tarnos)
- Stade lavelanétien (Lavelanet)